# TS Olimpia Poznań
TS Olimpia – wielosekcyjny (boks, judo, koszykówka, pływanie, strzelectwo, tenis ziemny, triathlon) klub sportowy założony w 1945 roku w Poznaniu. W latach 1945–2005 istniała sekcja piłki nożnej.

## Obiekty
- Stadion lekkoatletyczny: ul. Warmińska 1, 60-622 Poznań;
- Stadion piłkarsko-żużlowy: ul. Warmińska 1, 60-622 Poznań; inne kluby: PSŻ Poznań
- Basen: ul. Taborowa 4, 60-790 Poznań
- Korty: ul. Warmińska 1, 60-622 Poznań

## Koszykówka

### Sukcesy
- Mistrzostwo Polski seniorek: 1993 i 1994
- Mistrzostwo Polski juniorek: 2001 i 2002
- zdobywca Pucharu Prezesa PZKosz Młodziczek: 2002 i 2003

## Lekkoatletyka

### Sukcesy
Międzynarodowe sukcesy Ewy Kasprzyk, czołowej sprinterki świata w latach 80. XX w.